# S101 (Nijmegen)
De stadsroute 101 (S101) is een stadsroute in de Nederlandse stad Nijmegen.
Begin november 2013 verschenen rondom het Quackplein de eerste verwijzingen naar deze route. De route loopt vanaf het Keizer Karelplein in het stadscentrum parallel aan de S102 tot aan het Quackplein en gaat dan verder via de Kronenburgersingel naar de Benedenstad. Via kort zowel de Lange Hezelstraat, onder de Nieuwe Hezelpoort door, en de Voorstadslaan gaat de route via de Weurtseweg en de Nymaweg naar de Nymaplein waar aansluiting is op de S100. Op 24 november 2013 werd de route in gebruik gesteld.